# Georg Friedrich Koch (Botaniker)
Georg Friedrich Koch (* 5. November 1808 in Ungstein; † 4. November 1874 in Waldmohr) war ein pfälzischer Botaniker, Mediziner und Naturwissenschaftler. Sein botanisches Autorenkürzel lautet „G.Koch“.

## Leben
Georg Friedrich Koch wurde als Sohn eines Gutsbesitzers und Bürgermeisters geboren und erhielt seinen ersten Unterricht durch den Ungsteiner Pfarrer und späteren Professor in Erlangen Isaak Rust (1796–1862). Nach dem Besuch der Lateinschule in Dürkheim und des Gymnasiums in Speyer studierte er Theologie an der Ludwig-Maximilians-Universität in München. Georg Friedrich Koch wurde in München Mitglied einer Burschenschaft und wechselte nach Ablauf von 4 Semestern an die Friedrich-Alexander-Universität nach Erlangen. Dort wurde er 1829 Mitglied der Burschenschaft Germania Erlangen, deren engerem Verein er angehörte. Von Bernhard Lizius wurde er zur Teilnahme am Frankfurter Wachensturm aufgefordert, nahm jedoch nicht an ihm teil. In Erlangen wurde Koch nach dem Scheitern des Wachensturms wegen des Verdachts demagogischer Umtriebe verhaftet und dreieinhalb Jahre in Untersuchungshaft gehalten. Nach einer anschließenden Verurteilung zu einer mehrjährigen Haftstrafe wurde er nach Ablauf von 2 Jahren begnadigt und studierte dann Medizin und bei Gottlieb Wilhelm Bischoff auch Botanik an der Ruprecht-Karls-Universität Heidelberg. Im Zuge der Demagogenverfolgung wurde er im Schwarzen Buch der Frankfurter Bundeszentralbehörde (Eintrag Nr. 888) festgehalten. Nach seiner Promotion zum Dr. med. wirkte Georg Friedrich Koch ab 1845 als praktischer Arzt in Dürkheim, Wachenheim, Sembach und zuletzt in Waldmohr.
Er war ein früher Anhänger der Evolutionstheorie von Charles Darwin und hat als Botaniker vor allem durch sein 1856 veröffentlichtes Verzeichnis der in der Pfalz gefundenen Flechten Bekanntheit erlangt. Darüber hinaus hat er zahlreiche Belege in das Herbarium der Pollichia eingebracht.
Georg Friedrich Koch, der zu den Gründungsmitgliedern der Pollichia gehörte, wurde am 1. Mai 1854 unter der Präsidentschaft von Christian Gottfried Daniel Nees von Esenbeck unter der Matrikel-Nr. 1707 mit dem akademischen Beinamen Pollich II. als Mitglied in die Kaiserliche Leopoldino-Carolinische Deutsche Akademie der Naturforscher aufgenommen. Sein gewählter Beiname war dabei eine Reverenz an den pfälzischen Arzt und Botaniker Johann Adam Pollich, nach dem 1840 der naturforschende Verein Pollichia benannt wurde.

## Schriften
- Bemerkungen über Pflanzen aus der Flora der Pfalz. In: Jahresbericht der Pollichia, eines Naturwissenschaftlichen Vereins der Bayerischen Pfalz, 7, Speyer 1849, S. 10–28 (Digitalisat)
- Geschichte der innern und äussern Entwicklung der Pollichia im ersten Decennium ihres Bestehens. Vorgetragen vor der General-Versammlung am 6. Oktober 1850. Baur, Landau 1850 (Digitalisat)
- Verzeichnis der in der Pfalz gefundenen Flechten. In: Jahresbericht der Pollichia, eines Naturwissenschaftlichen Vereins der Rheinpfalz, 14, Neustadt 1856, S. 16–20 (Digitalisat)
- Zusätze zur Flora der Pfalz. In: Jahresbericht der Pollichia, eines Naturwissenschaftlichen Vereins der Rheinpfalz, 22–24, Dürkheim 1866, S. 106–110 (Digitalisat)
- Newton und das Gesetz der Schwere. Nachtrag zum 28. und 29. Jahresbericht der Pollichia, Dürkheim 1872 (Digitalisat)